# Нинн, Майкл
Майкл Нинн (англ. Michael Ninn, род. в 1951) — американский порнорежиссёр и сценарист. Работая с VCA, а затем с Private, Майкл Нинн продолжил совершенствовать свой стиль. К 2002 году он накопил достаточно средств, чтобы основать свою собственную кинокомпанию Ninn Worx, продукция которой впоследствии получила немало призов на специальных конкурсах фильмов для взрослых.

## Биография
Майкл Нинн родился от несовершеннолетней девушки и вырос в нью-йоркском приюте для сирот. Свою молодость он описывает как «лишённая любви». Фамилию «Нинн» он выбрал себе сам, под впечатлением знакомства с творчеством писательницы Анаис Нин. К своим 20 годам, Майкл Нинн работал на известное нью-йоркское рекламное агентство в качестве художественного руководителя. Вскоре он стал режиссёром видеоклипов для звукозаписывающей компании Capitol Records, а затем направился на Западное побережье Соединённых Штатов, чтобы начать снимать Фильмы.
В 1992 он снял свои первые два порнографических фильма, «Two sisters» и «Principles of Lust». В следующем году Нинн заключил договор с киностудией VCA Pictures и снял дилогию «Latex» и «Shock», установившую новые стандарты в кинопродукции для взрослой аудитории. Многие из его фильмов используют передовую технологию, такую как дорогостоящие и многочисленные компьютерные эффекты, великолепная плёнка, а также специальные приёмы, например, нестандартное число кадров в секунду.

## Награды
| Год  | Награда                                                 | Фильм            |
| ---- | ------------------------------------------------------- | ---------------- |
| 1996 | Best Director-Video                                     | Latex            |
| 1997 | Best Director-Video                                     | Shock            |
| 1997 | Best Editing-Video                                      | Shock            |
| 1997 | Best Editing-Gay Video                                  | Night Walk       |
| 2002 | AVN Hall of Fame                                        | н/д              |
| 2003 | Best Videography                                        | Perfect          |
| 2006 | Best Director - Non Feature                             | Neo Pornographia |
| 2014 | Best Director – Foreign Feature (shared with Max Candy) | The Ingenuous    |

| Год  | Награда                | Фильм            |
| ---- | ---------------------- | ---------------- |
| 1996 | Best American Director | Latex            |
| 1997 | Best American Director | Body Shock       |
| 1999 | Best American Director | La Nuit Sans Fin |
| 2000 | Best American Director | Ritual           |

| Год  | Награда                         |
| ---- | ------------------------------- |
| 2005 | Best Director (Editor’s Choice) |

| Год  | Награда        |
| ---- | -------------- |
| 1996 | Режиссёр года  |
| 2006 | Зал славы XRCO |